# Opper-Lausitzs voetbalkampioenschap 1925/26 (Zuidoost-Duitsland)
In 1925/26 werd het elfde Opper-Lausitzs voetbalkampioenschap gespeeld, dat georganiseerd werd door de Zuidoost-Duitse voetbalbond. 
Saganer SV werd kampioen en plaatste zich voor de Zuidoost-Duitse eindronde. De eindronde werd in groepsfase gespeeld en de club werd gedeeld vijfde.
SV Hirschberg 1919 werd overgeheveld naar de nieuwe Berglandse competitie. 

## Bezirksliga
| Plaats | Club                     | Wed. | W  | G | V  | Saldo | Ptn   |
| ------ | ------------------------ | ---- | -- | - | -- | ----- | ----- |
| 1.     | Saganer SV               | 12   | 11 | 0 | 1  | 56:17 | 22:2  |
| 2.     | STC Görlitz              | 12   | 9  | 2 | 1  | 38:12 | 20:4  |
| 3.     | SVgg Gelb-Weiß Görlitz   | 12   | 7  | 2 | 3  | 38:30 | 16:8  |
| 4.     | VfB Lauban               | 12   | 5  | 0 | 7  | 20:28 | 10:14 |
| 5.     | Sportfreunde Seifersdorf | 12   | 4  | 0 | 8  | 27:32 | 8:16  |
| 6.     | VfB Sorau                | 12   | 3  | 1 | 8  | 18:48 | 7:17  |
| 7.     | Görlitzer SV 1912        | 12   | 0  | 1 | 11 | 7:37  | 1:23  |

|  | Kampioen, geplaatst voor Zuidoost-Duitse eindronde |
|  | Trok zich na dit seizoen terug                     |

## 1. Klasse

### Gau Görlitz
| Plaats | Club                      | Wed. | W  | G | V  | Saldo    | Ptn   |
| ------ | ------------------------- | ---- | -- | - | -- | -------- | ----- |
| 1.     | SVgg Gelb-Weiß Görlitz II | 13   | 13 | 0 | 0  | 54:08    | 26:00 |
| 2.     | VfB Bunzlau               | 11   | 9  | 1 | 1  | 30:10:00 | 19:03 |
| 3.     | SC Germania 1924 Lauban   | 10   | 6  | 2 | 2  | 31:15:00 | 14:06 |
| 4.     | VfB Lauban II             | 10   | 3  | 2 | 5  | 07:31    | 08:12 |
| 5.     | VfB Kohlfurt              | 10   | 4  | 0 | 6  | 07:34    | 08:12 |
| 6.     | STC Görlitz II            | 8    | 3  | 0 | 5  | 05:15    | 06:10 |
| 7.     | Görlitzer SV 1912 II      | 10   | 3  | 0 | 7  | 11:21    | 06:14 |
| 8.     | SC Niesky 1908            | 16   | 2  | 0 | 14 | 05:08    | 04:28 |
| 9.     | SC 1920 Bunzlau           | 6    | 1  | 1 | 4  | 09:17    | 03:09 |

|  | Promotie naar A-Liga |
|  | Degradatie           |

### Gau Sagan
| Plaats | Club                        | Wed. | W  | G | V  | Saldo       | Ptn   |
| ------ | --------------------------- | ---- | -- | - | -- | ----------- | ----- |
| 1.     | Saganer SV II               | 14   | 11 | 2 | 1  | 51:18       | 24:04 |
| 2.     | SC Halbau                   | 14   | 8  | 2 | 6  | 44:29       | 18:10 |
| 3.     | SV 1920 Sprottau            | 14   | 9  | 0 | 5  | 39:26       | 18:10 |
| 4.     | SV Christianstadt           | 14   | 8  | 2 | 4  | 4741        | 18:10 |
| 5.     | VfB Sorau II                | 14   | 5  | 2 | 7  | 34:42       | 12:16 |
| 6.     | SC Kunzendorf               | 14   | 4  | 1 | 8  | 27:30       | 09:19 |
| 7.     | SV Mallmitz 1921            | 14   | 3  | 3 | 8  | 17:31       | 09:19 |
| 8.     | Sportfreunde Seifersdorf II | 14   | 1  | 0 | 12 | 0,834027778 | 02:26 |

|  | Degradatie |